# Bandera de Cistella
La bandera oficial de Cistella té la descripció següent:
Bandera apaïsada, de proporcions dos d'alt per tres de llarg, blau fosc, amb la cistella groga de l'escut d'alçària 1/2 de la del drap i amplària 3/10 de la llargària del mateix drap, al centre.

## Història
L'Ajuntament va iniciar l'expedient d'adopció de la bandera el 23 de febrer de 2015, i aquesta va ser aprovada el 28 de novembre de 2016, i publicada en el DOGC núm. 7266 el 14 de desembre del mateix any.
La bandera està basada en l'escut heràldic de la localitat, amb la incorporació la cistella de color groc en fons blau fosc.